# Garovaglia mucronata
Garovaglia mucronata là một loài Rêu trong họ Pterobryaceae. Loài này được (Hampe) Mitt. miêu tả khoa học đầu tiên năm 1882.